# UFC Fight Night: Lewis vs. Browne
UFC Fight Night: Lewis vs. Browne (también conocido como UFC Fight Night 105) fue un evento de artes marciales mixtas organizado por Ultimate Fighting Championship. Se llevó a cabo el 19 de febrero de 2017 en el Scotiabank Centre, en Canadá.

## Historia
El evento estelar contó con un combate de peso pesado entre Derrick Lewis y Travis Browne.
En el evento coestelar se enfrentaron Johny Hendricks y Hector Lombard en un combate de peso medio.